# Parafia Najświętszej Maryi Panny Matki Zbawiciela w Warszawie
Parafia Najświętszej Maryi Panny Matki Zbawiciela w Warszawie – rzymskokatolicka parafia należąca do dekanatu mokotowskiego, archidiecezji warszawskiej, metropolii warszawskiej Kościoła katolickiego, w Warszawie. Obsługiwana przez Zgromadzenie Salwatorianów.

## Historia
Parafia została erygowana w 1990. 

### Kościół parafialny
Kościół wybudowany w latach dziewięćdziesiątych XX wieku.